# Resolució 1398 del Consell de Seguretat de les Nacions Unides
La Resolució 1398 del Consell de Seguretat de les Nacions Unides fou adoptada per unanimitat el 15 de març de 2002. Després de reafirmar les resolucions 1298 (1999), 1308 (2000), 1312 (2000), 1320 (2000), 1344 (2001) i 1369 (2001) sobre la situació entre Eritrea i Etiòpia, el Consell va ampliar el mandat de la Missió de les Nacions Unides a Etiòpia i a Eritrea (UNMEE) fins al 15 de setembre de 2002.

## Resolució

### Observacions
Del 21 al 25 de febrer de 2002 s'havia enviat una missió del Consell de Seguretat a Etiòpia i Eritrea. Ambdues parts havien de complir les seves obligacions en virtut de llei internacional, inclòs el dret internacional humanitari, drets humans i refugiats i garantir la seguretat de tot el personal de les Nacions Unides i humanitària. El Consell va reafirmar el seu suport a l'acord d'Alger signat l'any 2000 entre ambdues parts. Reconeixia que les Nacions Unides havien tingut un paper de suport en la solució pacífica de la disputa.

### Actes
El Consell de Seguretat va acollir amb beneplàcit un acord legal financer previst sobre els assumptes fronterers entre els dos països, i que la decisió de la Comissió de Fronteres seria definitiva i vinculant. Va encomiar a ambdues parts pels progressos realitzats en la implementació dels acords d'Alger i en l'observança de la Zona de Seguretat Temporal (TSZ), i es va instar les parts a cooperar amb la MINUEE en el curs del seu mandat. Es va insistir en l'aplicació de la decisió de la Comissió de Fronteres, i la transferència de l'autoritat civil i el territori havia de realitzar-se de forma ordenada a través del diàleg. La UNMEE continuaria exercint el seu mandat fins que es completés la demarcació de la frontera i es va demanar al Secretari General de les Nacions Unides Kofi Annan que fes suggeriments sobre com la UNMEE podria participar en aquest procés i en el desminatge.
En relació amb les parts, la resolució va demanar a Eritrea que permetés llibertat de moviments al personal de la UNMEE i revelés informació sobre la seva milícia i la policia que operaven en el TSZ, mentre que es va demanar a Etiopia que fes aclariments sobre la informació proporcionada al Centre de Coordinació d'Acció contra les Mines. Hi havia la preocupació perquè no s'havia establert un corredor aeri entre Asmara i Addis Ababa i ambdós bàndols van ser exhortats a alliberar els presoners de guerra sota els auspicis del Comitè Internacional de la Creu Roja. A més, es va demanar a les parts que adoptessin mesures de foment de la confiança, incloent-hi el tracte humà dels ciutadans; facilitar el retorn dels refugiats, desplaçats interns i soldats desmobilitzats; i facilitar el diàleg i els contactes transfronterers.
Es va instar a les parts a que la UNMEE pogués difondre informació sobre la delimitació i la demarcació de la frontera entre Etiòpia i Eritrea i centrar-se en el desenvolupament econòmic i les seves relacions diplomàtiques. Finalment, es va demanar a tots els països que desincentivessin els fluxos d'armes a la regió.